# Ян Філіп Реемтсма
Ян Філіп Реемтсма (нім. Jan Philipp Fürchtegott Reemtsma, 26 листопада 1952, Бонн) — німецький філолог, викладач, есеїст та публіцист, мультимільйонер, меценат та громадський діяч.

## Біографія
За походженням — фриз, звідси нідерландське прізвище. Син великого підприємця і мецената, у свою чергу спадкоємця великої фірми (тютюновий концерн) і величезного статку, єдиний нащадок, що вижив, з п'яти дітей — два його старші брати загинули на фронтах Другої світової війни. За часів нацизму родина фінансувала гітлерівський режим, отримувало від нього нагороди та підтримку.
У 7 років Ян Філіп втратив батька. Вивчав філософію та германістику в Гамбурзі. У 26 років продав свою частку спадщини, надалі використовуючи отриманий капітал на благодійність. Виступає як послідовний антифашист. Засновник та директор фонду Арно Шмідта (1983), Гамбурзького інституту соціальних досліджень (1984), Гамбурзької фундації заохочення наук і мистецтв (1984), завдяки якій були видані праці Жана Амері, Вальтера Беньяміна, Теодора Адорно. Викладач німецької літератури Нового часу в Гамбурзькому університеті (1996–2007). З 1999 — професор університету Дуйсбурга — Ессена, з 2008 — професор Майнцького університету, з лютого 2009 — професор Єнського університету.
Автор книг та статей з історії німецької літератури XVIII—XX ст., робіт про сучасну культуру та суспільне життя.

## Викрадення
25 березня 1996 року був викрадений у Гамбурзі по дорозі до бібліотеки, більше місяця провів у підвалі будинку під Бременом прикутим до стіни, викуплений родичами за велику суму (викрадачів пізніше виявили та судили, гроші не знайшли).
Згодом написав книгу про цей досвід, який змусив його переглянути своє ставлення до життя і смерті, книга (1997) користується світовим успіхом і визнанням, перекладена англійською, французькою, іспанською, португальською, нідерландською, китайською мовами.

## Вибрані праці
- Das Buch vom Ich. Christoph Martin Wielands «Aristipp und einige seiner Zeitgenossen». Haffmans, Zürich 1993 (переизд. 2000)
- Mehr als ein Champion. Über den Stil des Boxers Muhammad Ali. Klett-Cotta, Stuttgart 1995 (кілька перевид.)
- Der Vorgang des Ertaubens nach dem Urknall. 10 Reden und Aufsätze. Haffmans, Zürich 1995
- Im Keller. Hamburger Edition HIS, Hamburg 1997, ISBN 3-930908-29-8
- Mord am Strand. Allianzen von Zivilisation und Barbarei. Aufsätze und Reden. Hamburger Edition HIS, Hamburg 1998, ISBN 3-930908-34-4
- Der Liebe Maskentanz. Aufsätze zum Werk Christoph Martin Wielands. Haffmans, Zürich 1999
- Stimmen aus dem vorigen Jahrhundert. Hörbilder. Klett-Cotta, Stuttgart 2000, ISBN 3-608-93230-5
- «Wie hätte ich mich verhalten?» und andere nicht nur deutsche Fragen. Reden und Aufsätze. Beck, München 2001, ISBN 3-406-47398-9
- Verbrechensopfer. Gesetz und Gerechtigkeit. Beck, München 2002, ISBN 3-406-49565-6 (у співавторстві)
- Die Gewalt spricht nicht. Drei Reden, Reclam (UB 18192), Stuttgart 2002, ISBN 3-15-018192-5
- Warum Hagen Jung-Ortlieb erschlug. Unzeitgemäßes über Krieg und Tod. Beck, München 2003, ISBN 3-406-49427-7
- Das unaufhebbare Nichtbescheidwissen der Mehrheit. Sechs Reden über Literatur und Kunst. Beck, München 2005, ISBN 3-406-53724-3
- Folter im Rechtsstaat? Hamburger Edition HIS, Hamburg 2005, ISBN 3-936096-55-4
- Rudi Dutschke, Andreas Baader und die RAF. Hamburger Edition HIS, Hamburg 2005, ISBN 3-936096-54-6 (у співавторстві)
- Über Arno Schmidt. Vermessungen eines poetischen Terrains. Suhrkamp, Frankfurt am Main 2006, ISBN 978-3-518-41762-1
- Lessing in Hamburg. 1766—1770. München: Beck, 2007
- Gebt der Erinnerung Namen. Zwei Reden. Beck, München 2007, ISBN 978-3-406-42108-2 (у співавторстві з Саулиом Фрідлендером)
- Vertrauen und Gewalt. Versuch über eine besondere Konstellation der Moderne. Hamburger Edition HIS, Hamburg 2008, ISBN 978-3-936096-89-7 (перевид. 2009)

## Визнання
Лауреат численних премій та нагород, серед яких — премія Лессінга (1997, Гамбург), медаль Лейбніца (2002, Берлін), медаль Фердинанда Теніса (2008, Кіль), премія Шіллера (2010, Маннгейм) та ін. Німецької Академії німецької мови та літератури (2003). Почесний доктор університетів Констанца, Магдебурга та ін.